# ピエロ・コッポラ
ピエロ・コッポラ（Piero Coppola, 1888年10月11日 - 1971年3月17日）は、イタリアの指揮者。
ミラノに生まれ、1909年までに地元の音楽院でピアノと作曲を学んだあと、スカラ座で指揮者としてデビューし、1912年から翌年までブリュッセルのモネ劇場の指揮者を務めた。1914年にはロンドンで過ごし、1915年から1919年までスカンディナヴィアを転々とした後、パリに行き、1924年から1934年までHMVフランス支社の芸術監督を務めた。この間にラヴェルの《ボレロ》や《ダフニスとクロエ》の組曲、ドビュッシーの《海》、プロコフィエフのピアノ協奏曲第3番（作曲家自身のソロによる）、セザール・フランクの交響曲 ニ短調などの初録音が行われている。
1939年からローザンヌで作曲活動に勤しみ、2つのオペラや交響曲などを作曲している。ローザンヌで死去。
音楽畑で活動したカーマイン・コッポラを父親に持つ、映画監督のフランシス・フォード・コッポラとの縁戚関係は認められていないとのことである。